# Cercocebus galeritus
Cercocebus galeritus là một loài động vật có vú trong họ Cercopithecidae, bộ Linh trưởng. Loài này được Peters mô tả năm 1879.